# Ludvig Carlius
Ludvig Carlius, född 14 mars 2001, är en svensk fotbollsspelare som spelar för danska FC Helsingør.

## Karriär
Ludvig Carlius moderklubb är Helsingborgs IF. Uppvuxen i en släkt med HIF-supportrar började Carlius att representera klubben redan som fyra-femåring. A-lagsdebuten i tävlingssammanhang kom i cuputtåget mot Oskarshamns AIK den 22 augusti 2019, då Carlius gjorde ett kort inhopp.
Året därpå kom den allsvenska debuten. I Skånederbyt mot Malmö FF den 5 augusti 2020 gjorde Carlius sina första allsvenska minuter. Totalt blev det fyra allsvenska framträdanden 2020, när Helsingborgs IF åkte ur allsvenskan. Efter säsongens slut valde Carlius att nobba ett A-lagskontrakt med sin moderklubb för att istället skriva på för allsvenska Mjällby AIF. I september 2021 lånades han ut till IFK Malmö på ett låneavtal över resten av året. I augusti 2023 lånades Carlius ut till Ängelholms FF.
I december 2023 värvades Carlius av danska FC Helsingør, där han skrev på ett 1,5-årskontrakt.

## Personligt
Ludvig Carlius favoritlag under uppväxten var Helsingborgs IF och Chelsea.

## Statistik
| Klubb               | Säsong             | Liga               | Liga    | Liga | Nationell cup | Nationell cup | Totalt  | Totalt |
| Klubb               | Säsong             | Division           | Matcher | Mål  | Matcher       | Mål           | Matcher | Mål    |
| ------------------- | ------------------ | ------------------ | ------- | ---- | ------------- | ------------- | ------- | ------ |
| Helsingborgs IF     | 2020               | Allsvenskan        | 4       | 0    | 1             | 0             | 5       | 0      |
| Mjällby AIF         | 2021               | Allsvenskan        | 1       | 0    | 1             | 0             | 2       | 0      |
| Mjällby AIF         | 2022               | Allsvenskan        | 0       | 0    | 0             | 0             | 0       | 0      |
| Mjällby AIF         | 2023               | Allsvenskan        | 5       | 0    | 0             | 0             | 5       | 0      |
| Mjällby AIF         | Totalt             | Totalt             | 6       | 0    | 1             | 0             | 7       | 0      |
| IFK Malmö (lån)     | 2021               | Ettan Södra        | 6       | 1    | 0             | 0             | 6       | 1      |
| Ängelholms FF (lån) | 2023               | Ettan Södra        | 9       | 0    | 0             | 0             | 9       | 0      |
| FC Helsingør        | 2023/2024          | 1. division        | 4       | 0    | 0             | 0             | 4       | 0      |
| Totalt i karriären  | Totalt i karriären | Totalt i karriären | 29      | 1    | 2             | 0             | 31      | 1      |